# Louie Louie
«Louie Louie» (с англ. — «Луи Луай») — песня Ричарда Берри, написанная им в 1955 году и выпущенная в апреле 1957 года на стороне «Б» сингла «Rock Rock Rock». Песня, написанная и исполненная в стиле ямайской баллады, в простой куплетной форме, от первого лица рассказывает историю о ямайском моряке, который возвращается на остров к своей возлюбленной. Наибольшую популярность песня получила в исполнении группы The Kingsmen, создавшей свою версию в 1963 году, которая стала стандартом в поп- и рок-музыке, а также объектом расследования ФБР на предмет мнимых непристойностей в тексте, завершившегося без предъявления обвинений. В 1985 году комедийный актёр Росс Шейфер организовал кампанию за то, чтобы сделать «Louie Louie» гимном штата Вашингтон, однако она оказалась безуспешной. В списке 500 величайших песен всех времён по версии журнала Rolling Stone «Louie Louie» в исполнении The Kingsmen заняла 54-е место.

## Оригинальная версия
На написание «Louie Louie» Ричарда Берри вдохновила песня Рикки Риллеры и The Rhythm Rocker «El Loco Cha Cha», написанная кубинским музыкантом Росендо Руизом-младший как «Amarren Al Loco» и ставшей наиболее популярной в аранжировке Рене Тоузета, который добавил ритмический десятинотный рифф «1-2-3, 1-2, 1-2-3, 1-2». Тоузет регулярно исполнял песню в клубах Лос-Анджелеса в 1950-х. Берри мысленно ставил слова «Louie Louie» поверх бас-риффа. Идея повествования от первого лица была вдохновлена песней «One for My Baby (And One More for the Road)», повествование которой велось с точки зрения персонажа, разговаривающим с барменом. Берри заявлял, что на речевой образ песни и упоминание Ямайки повлияла его подверженность к латиноамериканской музыке, а также песня Чака Берри «Havana Moon».
«Louie Louie», выпущенная в апреле 1957 года на стороне «Б» сингла «Rock Rock Rock», стала региональным хитом западного побережья, в частности, в Сан-Франциско. Когда Берри и его группа The Pharaohs гастролировала по Тихоокеанскому северо-западу, местные ритм-н-блюз команды стали исполнять свои кавер-версии песни, таким образом увеличивая её популярность. Песня была перевыпущенна, но уже на стороне «А». Однако, сингл провалился в хит-парадах Billboard ритм-н-блюза и поп-музыки. Лейбл Берри сообщил, что было продано лишь 40,000 копий. В 1959 году, после выпуска ряда неудачных песен, Берри продал свою долю издательских и авторских прав за 750 долларов руководителю Flip Records.
Несмотря на то, что название песни зачастую пишется с запятой («Louie, Louie»), в 1988 году, во время интервью журналу Esquire Берри сказал, что правильное название песни пишется как «Louie Louie», без запятой.

## Кавер-версии
По некоторым данным «Louie Louie» является самой записываемой рок-песней в мире; существует более 1600 кавер-версий.

### 1960-е

#### Rockin' Robin Roberts and the Wailers
Интерес к ритм-н-блюзу Робин Робертс проявил будучи учеником средней школы в Такоме, Вашингтон. Среди исполняемых им песен в качестве вокалиста местной группы The Bluenotes в 1958 году были «Louie Louie», которую он услышал на сингле Берри, и композиция Бобби Дэя «Rockin' Robin», по названию которой он получил свой сценический псевдоним. В 1959 году Робертс ушёл из The Bluenotes и присоединился к другой местной группе The Fabulous Wailers, известной своим инструментальным хитом «Tall Cool One» и динамичными концертами, к которым Робертс добавил «Louie Louie», студийная версия которой была записана в 1960 году. Аранжировка, созданная Робертсом и группой, включала в себя сымпровизионную им строчку «Let’s give it to 'em, right now!». В раннем 1961 году, будучи выпущенной на собственном лейбле группы Etiquette, песня стала хитом в округе Сиэтла, и позже была перевыпущена на лос-анджелесском лейбле Imperial Records, однако не получила успеха в хит-парадах. В 1977 году Робертс погиб в автокатастрофе.

#### The Kingsmen
В музыкальной индустрии США 1950—1960-х годов, белые артисты зачастую исполняли кавер-версии песен темнокожих артистов. 6 апреля 1963 года, группа The Kingsmen из Портленда, Орегон, выбрала «Louie Louie» в качестве их второй записи (первой была «Peter Gunn Rock»). Запись песни прошла в портлендской студии Northwestern, Inc. и обошлась группе в 50 долларов. Продюсером сессии выступил Кен Чейз, который был известной личностью на АМ-радио 91 KISN, а также владел ночным клубом в котором часто выступали The Kingsmen. Звукоинженером сессии стал владелец студии Роберт Линдал. Джек Эли, лид-вокалист The Kingsmen, основал свою версию на записи The Wailers, неумышленно сделав изменение в ритме: «Я показал другим как играть её с битом „1-2-3, 1-2, 1-2-3“, вместо „1-2-3-4, 1-2, 1-2-3-4“, как на записи [The Wailers]». В ночь перед сессией звукозаписи, во время концерта в местном клубе группа исполнила 90-минутную версию песни. Студийная версия была записана всего за один дубль. Так же, в качестве би-сайда группа записала собственную композицию, инструментальную «Haunted Castle».
После гитарного соло была допущена значительная ошибка. Так как основой для кавера The Kingsmen послужила версия The Wailers, в которой перед третьим куплетом главный гитарный рифф повторялся два раза, ожидалось, что Эли сделает то же. Однако вокалист запел слишком рано, и поняв это остановился, в то время как группа не поняла этого. Не растерявшись, ударник Линн Истон заполнил паузу небольшим проигрышем, но перед окончанием куплета остальная группа начала играть припев чуть раньше. После они быстро сориентировались. Данная ошибка столь запомнилась некоторым группам, что они нарочно стали делать её во время исполнения песни.
Так же существует история о том, что микрофон Эли был расположен слишком высоко, поэтому чтобы петь ему приходилось сильно отклонять голову назад, в результате чего получился несколько необычный вокал. Согласно Эли: «В студии не было ни одного профессионала, кроме, наверно, Линдала. Мы поставили всё наше оборудование в круг, лицом друг к другу, под прикреплённым к потолку микрофоном в который я пел/кричал текст». Кроме этого было сообщено, что днём перед записью Эли поставил на зубы брекеты, что оказало влияние на произношение.
Выпуск песни состоялся в мае 1963 года в формате сингла на небольшом лейбле Jerden Records, а в октябре — на более крупном лейбле Wand Records. 7 декабря песня вошла в десятку лучших песен в хит-параде Billboard Hot 100, а спустя неделю заняла на нём второе место; песня оставалась в Top-10 до февраля 1964 года. В итоге, версия The Kingsmen провела 16 недель в Hot 100. «Louie Louie» заняла первое место в поп- и ритм-н-блюз чартах журнала Cashbox. Песня быстро стала стандартом на молодёжных вечеринках в США в 1960-х.
Другим фактором в успехе записи, возможно, служил слух о том, что The Kingsmen намеренно сделали песню трудной для понимания. Это, якобы, было сделано для того, чтобы скрыть непристойность, графически изображающую секс между моряком и его возлюбленной. Среди подростков распространялись измятые бумажки с так называемым «настоящим текстом» «Louie Louie». Песня была запрещена на многих радио-станциях и во многих штатах США, включая Индиану, где губернатор Мэтью Уэлш лично запретил её. Предпринятые меры, однако, не имели достаточных оснований, так как практически никто не мог разобрать подлинный текст песни. По данному вопросу ФБР провело расследование, которое продлилось 31 месяц, и подытожило, что они были «неспособны интерпретировать какую-либо формулировку на записи». Однако, по иронии судьбы, ударник Линн Истон позже признал, что выкрикнул «fuck» после того, как случайно уронил барабанную палочку на 54 секунде песни.
Продажи The Kingsmen были настолько низки, что группа обдумывала распад. Всё изменилось после того, когда бостонский диджей Арни Гинзбург получил запись от уличного торговца. Будучи удивлённым небрежным звучанием, Гинзбург проиграл песню на своей передаче «Худшая запись недели». Несмотря на резкую критику, ответ слушателей был быстрым и позитивным. К концу октября версия The Kingsmen была объявлена журналом Billboard региональным прорывом. Тем временем, версия группы Paul Revere & the Raiders, которая получила намного больше промоушна, становилась хитом в Калифорнии. К тому времени как «Louie Louie» в исполнении The Kingsmen получила всенародную популярность, группа распалась.
9 ноября 1998 года, после пятилетнего судебного процесса, The Kingsmen было дано право обладать всеми записями сделанным на лейблах от Wand Records до Gusto Records, включая «Louie Louie». Группа не получала роялти от своих песен с 1960-х.

### 1980-е

#### Black Flag
Калифорнийская хардкор-панк группа Black Flag выпустила кавер-версию «Louie Louie» в формате сингла на лейбле Posh Boy Records в 1981 году. Это был первый релиз группы с вокалистом Дезом Каденой, заменившим Рона Рейеса, который ушёл из группы в предыдущем году. Кадена так же выступил в роли вокалиста на мини-альбоме Six Pack, а затем перешёл на позицию ритм-гитариста и был заменён Генри Роллинзом. Кадена сымпровизировал текст «Louie Louie», который также был отпечатан на обложке сингла:
Знаете, боль, которая в моём сердце
Она лишь доказывает, что я не очень умён
Кому нужна любовь, когда у тебя есть пушка?
Кому нужна любовь, чтобы веселиться?
Оригинальный текст (англ.)You know the pain that’s in my heart
It just shows I'm not very smart
Who needs love when you've got a gun?
Who needs love to have any fun?
На обратную сторону была помещена ранняя версия песни «Damaged I», которая позже был перезаписана с Роллинзом для дебютного альбома группы Damaged. Демо-версии обоих треков записанных с Каденой были включены на сборник Everything Went Black, который вышел в 1982 году.
Сайт Allmusic дал синглу 4 из 5 звёзд, написав, что «из более чем 1500 версий „Louie Louie“ […] взрывной взгляд Black Flag на песню бесподобен […] Группа изувечила песню своим фирменным […] грязным гитарным звучанием, пока вокалист Дез Кадена выдаёт свою нигилистическую переформулировку самой неправильно-понятой лирики в истории рок-музыки». Обе песни с сингла были выпущены на сборнике The First Four Years в 1983 году. «Louie Louie» также была включена на сборник Wasted...Again, который вышел в 1987 году. Концертная версия песни, записанная в 1985 году, была выпущена на концертном альбоме Who’s Got the 10½?.
| №  | Название      | Текст песни              | Музыка | Длительность |
| -- | ------------- | ------------------------ | ------ | ------------ |
| 1. | «Louie Louie» | Ричард Берри, Дез Кадена | Берри  | 1:17         |

| №  | Название    | Текст песни | Музыка     | Длительность |
| -- | ----------- | ----------- | ---------- | ------------ |
| 1. | «Damaged I» | Дез Кадена  | Грег Джинн | 4:05         |

## Расследование текста песни
В феврале 1964 года, возмущённый родитель написал Роберту Кеннеди, который на то время был генеральным прокурором США, заявляя, что текст «Louie Louie» был непристоен. Федеральное бюро расследований рассмотрело жалобу. В июне 1965 года, ФБР получила копию записи The Kingsmen и после четырёх месяцев расследования подытожила, что запись не может быть интерпретирована, так как была «неразборчивой на любой скорости», следовательно, Бюро не посчитало запись непристойной. В сентябре 1965 года агент ФБР опросил одного из участников The Kingsmen, который отрицал, что песня содержит какие-либо непристойности.